# 기장해안로
기장해안로(Gijang Haean(Coastal) Road, 機張海岸路))는 부산광역시 해운대구 송정동 송정해수욕장입구 교차로와 기장군 일광읍 삼성리 일광해수욕장 입구를 잇는 부산광역시의 도로이다. 전 구간 부산광역시도 제2301호선에 속하며, 기장군 구간은 기장군도 제15호선으로 지정되어 있다.
송정 ~ 대변 구간은 편도 1차로였던 것을 확장공사를 해 편도 2차로로 확장 개통되었다.

## 연혁
- 2009년 7월 8일 : 2개 이상 구·군에 걸쳐 있는 도로로 기장해안로를 고시[1]

## 주요 경유지
부산광역시
- 해운대구
- 기장군 (일광읍)

## 노선
| 이름                    | 접속 노선                                       | 소재지                           | 소재지                                               | 비고        |
| ----------------------- | ----------------------------------------------- | -------------------------------- | ---------------------------------------------------- | ----------- |
| 송정해수욕장입구 교차로 | 부산광역시도 제2301호선 (송정중앙로) 송정해변로 | 부산광역시                       | 해운대구                                             |             |
| 송정2호교               |                                                 | 부산광역시                       | 해운대구                                             |             |
| 기장군                  | 기장읍                                          |                                  |                                                      |             |
| 기장군                  | 기장읍                                          | (롯데아울렛)                     | 부산광역시도 제2302호선 (동부산관광로) 동부산관광9로 |             |
| 기장군                  | 기장읍                                          | 용궁사입구삼거리                 | 용궁길                                               |             |
| 기장군                  | 기장읍                                          | 국립수산과학원                   |                                                      |             |
| 기장군                  | 기장읍                                          | (서암)                           | 부산광역시도 제2303호선 (청연로)                     |             |
| 기장군                  | 기장읍                                          | 신암마을 교차로                  | 연화길 연화1길                                       |             |
| 기장군                  | 기장읍                                          | 대변항입구 교차로                | 무양로                                               |             |
| 기장군                  | 기장읍                                          | 대변항                           | 부산광역시도 제2304호선 (대변로)                     |             |
| 기장군                  | 기장읍                                          | 월전마을                         | 죽성로 월전1길                                       |             |
| 기장군                  | 기장읍                                          | (신앙촌입구)                     | 죽성로                                               |             |
| 기장군                  | 기장읍                                          | 죽성리                           |                                                      | 미개통 구간 |
| 기장군                  | 학리                                            |                                  | 일광읍                                               | 미개통 구간 |
| 기장군                  | 일광해수욕장                                    |                                  | 일광읍                                               |             |
| 기장군                  | (일광해수욕장입구)                              | 부산광역시도 제2301호선 (일광로) | 일광읍                                               |             |

## 주요 건물 및 시설
- 롯데몰 동부산점 (부산광역시 기장군 기장읍 기장해안로 147)
- 국립수산과학원 (부산광역시 기장군 기장읍 기장해안로 216)
- 용암초등학교 (부산광역시 기장군 기장읍 기장해안로 577)
- 대변해양경비안전센터 (부산광역시 기장군 기장읍 기장해안로 629)